# KV Kortrijk in het seizoen 2016/17
KV Kortrijk komt in het seizoen 2016/17 uit in de Belgische Eerste Klasse A. De voetbalclub eindigde in het seizoen 2015-16 in de reguliere competitie op de negende plaats. In play-off 2 groep A werd de club eerste, de finale van play-off 2 werd over twee wedstrijden verloren van Sporting Charleroi. KV Kortrijk begint aan zijn negende achtereenvolgend seizoen in eerste klasse.

## Ploegsamenstelling

### Spelerskern
| Nummer      | Speler                             | Nationaliteit          | Bij KVK sinds | Contract tot | Laatste club                           |      |      |
| Doel        | Doel                               | Doel                   | Doel          | Doel         | Doel                                   | Doel | Doel |
| ----------- | ---------------------------------- | ---------------------- | ------------- | ------------ | -------------------------------------- | ---- | ---- |
| 13          | Michalis Sifakis                   | Griekenland            | 2015          | 2017         | Levadiakos                             |      |      |
| 28          | Thomas Kaminski                    | België/ Polen          | 2016          | 2020         | RSC Anderlecht via FC Kopenhagen       |      |      |
| 22          | Arne Galens                        | België                 |               |              | KV Kortrijk Jeugd                      |      |      |
| Verdediging |                                    |                        |               |              |                                        |      |      |
| 4           | Lennert De Smul                    | België                 | 2016          | 2019         | Club Brugge                            |      |      |
| 5           | Vladimir Kovacevic                 | Servië                 | 2017          | 2021         | FK Vojvodina                           |      |      |
| 6           | Dimitris Goutas                    | Griekenland            | 2016          | 2017         | Olympiakos Piraeus via Skoda Xanthi    |      |      |
| 16          | Tomislav Barbaric                  | Kroatië                | 2016          | 2019         | FK Sarajevo                            |      |      |
| 23          | João Carlos Reis Graça (Joãozinho) | Portugal               | 2016          | 2018 (+1)    | SC Braga via CF União                  |      |      |
| 24          | Lucas Rougeaux                     | Frankrijk              | 2016          | 2019         | OGC Nice via US Boulogne               |      |      |
| 31          | Anthony Van Loo                    | België                 | 2014          | 2017         | YR KV Mechelen                         |      |      |
| Middenveld  |                                    |                        |               |              |                                        |      |      |
| 8           | Nebojša Pavlović                   | Servië                 | 2009          | 2017         | KSC Lokeren                            |      |      |
| 14          | Hannes Van der Bruggen             | België                 | 2017          | 2021         | AA Gent                                |      |      |
| 17          | Gertjan De Mets (vice-)            | België                 | 2010          | 2017         | Club Brugge                            |      |      |
| 18          | Hervé Kage                         | Congo-Kinshasa/ België | 2015          | 2018         | KRC Genk                               |      |      |
| 20          | Jovan Stojanovic                   | Servië                 | 2017          | 2021         | FK Voždovac Belgrado                   |      |      |
| 25          | Xavier Mercier                     | Frankrijk              | 2016          | 2019         | US Boulogne                            |      |      |
| 26          | Elohim Rolland                     | Frankrijk              | 2015          | 2020         | US Boulogne                            |      |      |
| 30          | Kristof D'Haene                    | België                 | 2015          | 2018         | Cercle Brugge                          |      |      |
| 29          | Andriy Totovytskyi                 | Oekraïne               | 2016          | 2017         | FC Shakhtar Donetsk via Zorja Loehansk |      |      |
| 88          | Sidy Sarr                          | Senegal                | 2015          | 2018 (+2)    | Mbour Petite Côte                      |      |      |
| Aanval      |                                    |                        |               |              |                                        |      |      |
| 7           | Stijn De Smet                      | België                 | 2013          | 2018         | AA Gent                                |      |      |
| 9           | Teddy Chevalier                    | Frankrijk              | 2017          | 2019         | RC Lens                                |      |      |
| 11          | Idriss Saadi                       | Frankrijk              | 2016          | 2017         | Cardiff City FC                        |      |      |
| 27          | Idir Ouali                         | Frankrijk/ Algerije    | 2016          | 2018 (+1)    | SC Paderborn 07                        |      |      |
| 39          | Lars Veldwijk                      | Nederland              | 2016          | 2020         | Nottingham Forest FC via PEC Zwolle    |      |      |

### Transfers

#### Inkomend (zomer)
| Naam                               | Nationaliteit       | Positie      | Vorige club          | Opmerkingen   |
| ---------------------------------- | ------------------- | ------------ | -------------------- | ------------- |
| Thomas Kaminski                    | België/ Polen       | Doelman      | RSC Anderlecht       | Gekocht       |
| Tomislav Barbaric                  | Kroatië             | Verdediger   | FK Sarajevo          | Gekocht       |
| Lennert De Smul                    | België              | Verdediger   | Club Brugge          | Gekocht       |
| João Carlos Reis Graça (Joãozinho) | Portugal            | Verdediger   | SC Braga             | Eind contract |
| Romain Métanire                    | Frankrijk           | Verdediger   | FC Metz              | Eind contract |
| Dimitris Goutas                    | Griekenland         | Verdediger   | Olympiakos Piraeus   | Gehuurd       |
| Lucas Rougeaux                     | Frankrijk           | Verdediger   | OGC Nice             | Gekocht       |
| Andriy Totovytskyi                 | Oekraïne            | Middenvelder | FC Shakhtar Donetsk  | Gehuurd       |
| Idir Ouali                         | Frankrijk/ Algerije | Aanvaller    | SC Paderborn 07      | Eind contract |
| Idriss Saadi                       | Frankrijk           | Aanvaller    | Cardiff City FC      | Gehuurd       |
| Lars Veldwijk                      | Nederland           | Aanvaller    | Nottingham Forest FC | Vrije speler  |

#### Uitgaand (zomer)
| Naam              | Nationaliteit         | Positie      | Nieuwe club              | Opmerkingen        |
| ----------------- | --------------------- | ------------ | ------------------------ | ------------------ |
| Rémi Pillot       | Frankrijk             | Keeper       | LB Châteauroux           | Eind contract      |
| Darren Keet       | Zuid-Afrika           | Keeper       | Bidvest Wits             | Eind contract      |
| Gilles Lentz      | België                | Doelman      | Cercle Brugge            | Verhuurd           |
| Baptiste Ulens    | België                | Verdediger   | UR La Louvière Centre    | Eind contract      |
| Arno Claeys       | België                | Verdediger   | Eendracht Aalst          | Eind contract      |
| Žarko Tomašević   | Montenegro            | Verdediger   | KV Oostende              | Eind contract      |
| Maxime Chanot     | Frankrijk/ Luxemburg  | Verdediger   | New York City FC         | Verkocht           |
| Lukas Van Eenoo   | België                | Middenvelder | SV Roeselare             | Verhuurd           |
| Gregory Mahau     | België                | Middenvelder | Sint-Eloois-Winkel Sport | Verkocht           |
| Adam Marušić      | Servië/ Montenegro    | Middenvelder | KV Oostende              | Verkocht           |
| Abraham Attobrah  | Ghana                 | Middenvelder |                          | Contract ontbonden |
| Michael Lallemand | België                | Aanvaller    | Antwerp FC               | Verhuurd           |
| Tomislav Kiš      | Kroatië               | Aanvaller    | Cercle Brugge            | Verhuurd           |
| Michael Olaitan   | Nigeria               | Aanvaller    | Panionios                | Einde huurperiode  |
| Kenneth Zohore    | Denemarken/ Ivoorkust | Aanvaller    | Cardiff City FC          | Verkocht           |

#### Inkomend(winter)
| Naam                   | Nationaliteit | Positie      | Vorige club          | Opmerkingen                   |
| ---------------------- | ------------- | ------------ | -------------------- | ----------------------------- |
| Vladimir Kovacevic     | Servië        | Verdediger   | FK Vojvodina         | Gekocht                       |
| Hannes Van der Bruggen | België        | Middenvelder | AA Gent              | Geruild met Birger Verstraete |
| Jovan Stojanovic       | Servië        | Middenvelder | FK Voždovac Belgrado | Gekocht                       |
| Teddy Chevalier        | Frankrijk     | Aanvaller    | RC Lens              | Gekocht                       |

#### Uitgaand (winter)
| Naam                | Nationaliteit | Positie      | Nieuwe club    | Opmerkingen                        |
| ------------------- | ------------- | ------------ | -------------- | ---------------------------------- |
| Romain Métanire     | Frankrijk     | Verdediger   | Stade de Reims | Verkocht                           |
| Samuel Gigot        | Frankrijk     | Verdediger   | AA Gent        | Verkocht                           |
| Fabien Boyer        | Frankrijk     | Verdediger   | US Créteil     | Contract ontbonden                 |
| Birger Verstraete   | België        | Middenvelder | AA Gent        | Geruild met Hannes Van der Bruggen |
| Thanasis Papazoglou | Griekenland   | Aanvaller    | Roda JC        | Verhuurd                           |

### Technische staf
| Naam             | Nationaliteit       | Functie                         |
| ---------------- | ------------------- | ------------------------------- |
| Karim Belhocine  | Frankrijk/ Algerije | Sportief directeur voetbalzaken |
| Bart Van Lancker | België              | Hoofdtrainer                    |
| Bram Lucker      | België              | Assistent + fysiektrainer       |
| Cédric Berthelin | Frankrijk           | Keeperstrainer                  |
| Marc Delcourt    | Frankrijk           | Video analyse                   |

## Oefenwedstrijden
| Datum      | Thuis/Uit | Tegenstander                    | Score | Doelpuntenmaker(s) KV Kortrijk                                      |
| ---------- | --------- | ------------------------------- | ----- | ------------------------------------------------------------------- |
| 25-06-2016 | Uit       | KFC Aalbeke (P. IV)             | 2-8   | De Smul, Mercier, D'haene, Kis, Barbaric, Kage (p), Sarr, Van Eenoo |
| 01-07-2016 | Uit       | WS Lauwe (P. II)                | 0-7   | Papazoglou, Kage, Ouali, Joãozinho, Kis (x3)                        |
| 05-07-2016 | Uit       | SW Harelbeke (IV)               | 1-5   | Kis, Kage (p), Ouali (x2), Saadi                                    |
| 09-07-2016 | Uit       | SK Eernegem (IV)                | 0-6   | Papazoglou (x2), Saadi, Pupe, Kage, Deceuninck (p)                  |
| 15-07-2016 | Uit       | Cercle Brugge (II)              | 1-1   | Papazoglou                                                          |
| 16-07-2016 | Uit       | Antwerp FC (II)                 | 0-1   | De Smet                                                             |
| 22-07-2016 | Uit       | MVV Maastricht (Nederland II)   | 1-1   | Mercier                                                             |
| 23-07-2016 | Thuis     | Krylja Sovetov Samara (Rusland) | 2-1   | Kage (p), Kage                                                      |
| 09-01-2017 | Uit       | NAC Breda (Nederland II)        | 2-0   |                                                                     |
| 14-01-2017 | Uit       | KV Mechelen                     | 0-0   |                                                                     |

## Jupiler Pro League

### Reguliere Competitie

#### Wedstrijden
| Wedstrijddetails                                                                      | Thuisploeg                                                | Uitslag                 | Uitploeg                 | Opstelling | Kaarten                                                          |
| ------------------------------------------------------------------------------------- | --------------------------------------------------------- | ----------------------- | ------------------------ | --- | ---------------------------------------------------------------- |
| Heenronde                                                                             |                                                           |                         |                          | |                                                                  |
| 31 juli 2016 20:00 Guldensporenstadion Kortrijk Ref: Sébastien Delferière             | KV Kortrijk                                               | 1-1                     | AA Gent                  | Kaminski Métanire, Barbaric, Pavlovic, Joãozinho Verstraete, Rolland, Kage (79' Sarr), De Smet (70' D'Haene) Ouali (86' Saadi), Papazoglou    | 38' Joãozinho 40' Rolland 45+1' Verstraete                       |
| 31 juli 2016 20:00 Guldensporenstadion Kortrijk Ref: Sébastien Delferière             | 31' Ouali                                                 | 1-0 1-1                 | 50' Neto                 | Kaminski Métanire, Barbaric, Pavlovic, Joãozinho Verstraete, Rolland, Kage (79' Sarr), De Smet (70' D'Haene) Ouali (86' Saadi), Papazoglou    | 38' Joãozinho 40' Rolland 45+1' Verstraete                       |
| 7 augustus 2016 18:00 Constant Vanden Stockstadion Anderlecht Ref: Jonathan Lardot    | RSC Anderlecht                                            | 5-1                     | KV Kortrijk              | Kaminski Métanire, Barbaric, Pavlovic, Joãozinho Verstraete, Rolland, Kage (46' Sarr), De Smet Ouali (77' D'Haene), Papazoglou (69' Saadi)    |                                                                  |
| 7 augustus 2016 18:00 Constant Vanden Stockstadion Anderlecht Ref: Jonathan Lardot    | 32' Hanni 50' Teodorczyk 54' Chipciu 63' Defour 75' Sylla | 0-1 1-1 2-1 3-1 4-1 5-1 | 20' Kage (p)             | Kaminski Métanire, Barbaric, Pavlovic, Joãozinho Verstraete, Rolland, Kage (46' Sarr), De Smet Ouali (77' D'Haene), Papazoglou (69' Saadi)    |                                                                  |
| 13 augustus 2016 20:00 AFAS-stadion Achter de Kazerne Mechelen Ref: Alexandre Boucaut | KV Mechelen                                               | 0-0                     | KV Kortrijk              | Kaminski Métanire, Gigot, Pavlovic, Joãozinho Verstraete, Rolland, Mercier (88' Sarr) De Smet Ouali (61' Kage), Papazoglou (74' Saadi)        | 22' De Smet 39' Verstraete 90' Métanire                          |
| 13 augustus 2016 20:00 AFAS-stadion Achter de Kazerne Mechelen Ref: Alexandre Boucaut |                                                           |                         |                          | Kaminski Métanire, Gigot, Pavlovic, Joãozinho Verstraete, Rolland, Mercier (88' Sarr) De Smet Ouali (61' Kage), Papazoglou (74' Saadi)        | 22' De Smet 39' Verstraete 90' Métanire                          |
| 20 augustus 2016 18:00 Guldensporenstadion Kortrijk Ref: Nicolas Laforge              | KV Kortrijk                                               | 2-1                     | Club Brugge              | Kaminski Métanire, Gigot, Pavlovic, Joãozinho Verstraete, Rolland, Mercier (66' Ouali), Kage (81' Sarr) De Smet (76' D'Haene) Saadi           | 40' Rolland 86' Kaminski                                         |
| 20 augustus 2016 18:00 Guldensporenstadion Kortrijk Ref: Nicolas Laforge              | 7' Saadi 11' Saadi                                        | 1-0 2-0 2-1             | 33' Vanaken              | Kaminski Métanire, Gigot, Pavlovic, Joãozinho Verstraete, Rolland, Mercier (66' Ouali), Kage (81' Sarr) De Smet (76' D'Haene) Saadi           | 40' Rolland 86' Kaminski                                         |
| 27 augustus 2016 20:00 Stayen Sint-Truiden Ref: Lawrence Visser                       | Sint-Truidense VV                                         | 1-2                     | KV Kortrijk              | Kaminski Métanire, Gigot, Pavlovic, Joãozinho Verstraete, Rolland, Mercier (62' D'Haene), Kage, De Smet (46' Ouali) Saadi (83' Sarr)          | 30' Métanire 74' Gigot 84' Kaminski 90+3' Kage                   |
| 27 augustus 2016 20:00 Stayen Sint-Truiden Ref: Lawrence Visser                       | 56' De Petter                                             | 0-1 0-2 2-1             | 45' Mercier 50' Kage     | Kaminski Métanire, Gigot, Pavlovic, Joãozinho Verstraete, Rolland, Mercier (62' D'Haene), Kage, De Smet (46' Ouali) Saadi (83' Sarr)          | 30' Métanire 74' Gigot 84' Kaminski 90+3' Kage                   |
| 10 september 2016 20:00 Guldensporenstadion Kortrijk Ref: Jonathan Lardot             | KV Kortrijk                                               | 4-1                     | KVC Westerlo             | Kaminski Métanire, Gigot, Pavlovic (73' Rougeaux), Joãozinho Verstraete (80' De Mets), Rolland, Mercier, Kage, Totovytsky (62' D'Haene) Saadi | 14' Mercier                                                      |
| 10 september 2016 20:00 Guldensporenstadion Kortrijk Ref: Jonathan Lardot             | 1' Saadi 16' Saadi 44' Kage 51' Kage                      | 1-0 2-0 3-0 4-0 4-1     | 87' Schuermans           | Kaminski Métanire, Gigot, Pavlovic (73' Rougeaux), Joãozinho Verstraete (80' De Mets), Rolland, Mercier, Kage, Totovytsky (62' D'Haene) Saadi | 14' Mercier                                                      |
| 17 september 2016 20:30 Regenboogstadion Waregem Ref: Erik Lambrechts                 | SV Zulte Waregem                                          | 2-1                     | KV Kortrijk              | Kaminski Métanire, Gigot, Goutas, Joãozinho (88' Sarr) Verstraete (83' Papazoglou), Rolland, Mercier (74' De Mets), Kage, Totovytsky Saadi    | 23' Gigot 45+1' Rolland 47' Totovytsky 63' Joãozinho 79' Rolland |
| 17 september 2016 20:30 Regenboogstadion Waregem Ref: Erik Lambrechts                 | 36' Kaya 77' Kaminski (own)                               | 1-0 1-1 2-1             | 40' Saadi                | Kaminski Métanire, Gigot, Goutas, Joãozinho (88' Sarr) Verstraete (83' Papazoglou), Rolland, Mercier (74' De Mets), Kage, Totovytsky Saadi    | 23' Gigot 45+1' Rolland 47' Totovytsky 63' Joãozinho 79' Rolland |
| 25 september 2016 18:00 Guldensporenstadion Kortrijk Ref: Sébastien Delferière        | KV Kortrijk                                               | 4-1                     | KRC Genk                 | Kaminski Métanire, Gigot, Goutas, Joãozinho (82' Boyer) De Mets, Verstraete, Mercier (76' D'Haene), Kage, Totovytsky Saadi (70' Sarr)         | 40' Verstraete 87' Kage                                          |
| 25 september 2016 18:00 Guldensporenstadion Kortrijk Ref: Sébastien Delferière        | 5' Totovytsky 45+1' Mercier 55' Saadi 62' Saadi           | 1-0 2-0 3-0 4-0 4-1     | 63' Trossard             | Kaminski Métanire, Gigot, Goutas, Joãozinho (82' Boyer) De Mets, Verstraete, Mercier (76' D'Haene), Kage, Totovytsky Saadi (70' Sarr)         | 40' Verstraete 87' Kage                                          |
| 1 oktober 2016 20:30 Daknam Lokeren Ref: Jan Boterberg                                | KSC Lokeren OV                                            | 2-1                     | KV Kortrijk              | Kaminski Métanire, Gigot, Goutas, Joãozinho Verstraete, Mercier (57' D'Haene), Rolland, Kage, Totovytsky (61' Papazoglou) (75' Sarr) Saadi    | 88' Verstraete                                                   |
| 1 oktober 2016 20:30 Daknam Lokeren Ref: Jan Boterberg                                | 51' Jajá 57' Miric                                        | 1-0 2-0 2-1             | 90+2' Gigot              | Kaminski Métanire, Gigot, Goutas, Joãozinho Verstraete, Mercier (57' D'Haene), Rolland, Kage, Totovytsky (61' Papazoglou) (75' Sarr) Saadi    | 88' Verstraete                                                   |
| 15 oktober 2016 18:00 Guldensporenstadion Kortrijk Ref: Wim Smet                      | KV Kortrijk                                               | 3-3                     | Standard Luik            | Kaminski Métanire, Gigot, Goutas, Joãozinho De Mets (77' Sarr), Verstraete, Rolland, Kage (81' De Smet), Totovytsky (69' Ouali) Saadi         | 82' Sarr                                                         |
| 15 oktober 2016 18:00 Guldensporenstadion Kortrijk Ref: Wim Smet                      | 14' Saadi 19' Kage 29' Totovytsky                         | 0-1 1-1 1-2 2-2 3-2 3-3 | 12' Sá 17' Sá 41' Trebel | Kaminski Métanire, Gigot, Goutas, Joãozinho De Mets (77' Sarr), Verstraete, Rolland, Kage (81' De Smet), Totovytsky (69' Ouali) Saadi         | 82' Sarr                                                         |
| 21 oktober 2016 20:30 Versluys Arena Oostende Ref: Christophe Dierick                 | KV Oostende                                               | 2-2                     | KV Kortrijk              | Kaminski Métanire, Gigot, Joãozinho (90' Rougeaux) Verstraete, Pavlovic, Kage (70' Totovytsky), De Mets, Rolland Saadi, Ouali (85' De Smet)   | 86' Rolland                                                      |
| 21 oktober 2016 20:30 Versluys Arena Oostende Ref: Christophe Dierick                 | 84' Dimata 96' Gigot (o.g.)                               | 0-1 0-2 1-2 2-2         | 22' Ouali 53' Gigot      | Kaminski Métanire, Gigot, Joãozinho (90' Rougeaux) Verstraete, Pavlovic, Kage (70' Totovytsky), De Mets, Rolland Saadi, Ouali (85' De Smet)   | 86' Rolland                                                      |
| 26 oktober 2016 20:30 Guldensporenstadion Kortrijk Ref: Nathan Verboomen              | KV Kortrijk                                               | 1-1                     | KAS Eupen                | Kaminski Métanire, Gigot, Van Loo (86' Sarr) Verstraete, Pavlovic, Kage , De Mets (68' Mercier), Rolland (85' Veldwijk) Saadi, Ouali          | 22' De Mets 85' Van Loo                                          |
| 26 oktober 2016 20:30 Guldensporenstadion Kortrijk Ref: Nathan Verboomen              | 20' Rolland                                               | 1-0 1-1                 | 53' Luis Garcia          | Kaminski Métanire, Gigot, Van Loo (86' Sarr) Verstraete, Pavlovic, Kage , De Mets (68' Mercier), Rolland (85' Veldwijk) Saadi, Ouali          | 22' De Mets 85' Van Loo                                          |

#### Statistieken
| Nr | Naam                               | Minuten | Goals | Assists |   |   |   |   |   |
| -- | ---------------------------------- | ------- | ----- | ------- | - | - | - | - | - |
| 3  | Fabien Boyer                       | 8       | 0     | 0       | 0 | 0 | 0 | 1 | 0 |
| 4  | Lennert De Smul                    | 0       | 0     | 0       | 0 | 0 | 0 | 0 | 0 |
| 5  | Birger Verstraete                  | 883     | 0     | 0       | 4 | 0 | 0 | 0 | 2 |
| 6  | Dimitris Goutas                    | 360     | 0     | 0       | 0 | 0 | 0 | 0 | 0 |
| 7  | Stijn De Smet                      | 380     | 0     | 3       | 1 | 0 | 0 | 1 | 3 |
| 8  | Nebojša Pavlović                   | 523     | 0     | 0       | 0 | 0 | 0 | 0 | 1 |
| 9  | Thanasis Papazoglou                | 254     | 0     | 0       | 0 | 0 | 0 | 2 | 3 |
| 11 | Idris Saadi                        | 644     | 8     | 0       | 0 | 0 | 0 | 3 | 2 |
| 13 | Michalis Sifakis                   | 0       | 0     | 0       | 0 | 0 | 0 | 0 | 0 |
| 15 | Romain Métanire                    | 900     | 0     | 1       | 2 | 0 | 0 | 0 | 0 |
| 16 | Tomislav Barbaric                  | 180     | 0     | 0       | 0 | 0 | 0 | 0 | 0 |
| 17 | Gertjan De Mets                    | 193     | 0     | 0       | 0 | 0 | 0 | 2 | 1 |
| 18 | Hervé Kage                         | 675     | 5     | 3       | 2 | 0 | 0 | 1 | 4 |
| 20 | Samuel Gigot                       | 720     | 1     | 0       | 1 | 0 | 0 | 0 | 0 |
| 21 | Abraham Asiedu Attobrah            | 0       | 0     | 0       | 0 | 0 | 0 | 0 | 0 |
| 23 | João Carlos Reis Graça (Joãozinho) | 890     | 0     | 0       | 1 | 0 | 0 | 1 | 0 |
| 24 | Lucas Rougeaux                     | 17      | 0     | 0       | 0 | 0 | 0 | 1 | 0 |
| 25 | Xavier Mercier                     | 513     | 2     | 2       | 1 | 0 | 0 | 0 | 6 |
| 26 | Elohim Rolland                     | 799     | 0     | 0       | 2 | 0 | 1 | 0 | 0 |
| 27 | Idir Ouali                         | 314     | 1     | 1       | 0 | 0 | 0 | 3 | 3 |
| 28 | Thomas Kaminski                    | 900     | 0     | 0       | 2 | 0 | 0 | 0 | 0 |
| 29 | Andriy Totovytsky                  | 372     | 2     | 2       | 0 | 0 | 0 | 0 | 2 |
| 30 | Kristof D'Haene                    | 150     | 0     | 0       | 0 | 0 | 0 | 7 | 0 |
| 31 | Anthony Van Loo                    | 0       | 0     | 0       | 0 | 0 | 0 | 0 | 0 |
| 39 | Lars Veldwijk                      | 0       | 0     | 0       | 0 | 0 | 0 | 0 | 0 |
| 88 | Sidy Sarr                          | 124     | 0     | 0       | 1 | 0 | 0 | 9 | 0 |
|    | Arne Galens                        | 0       | 0     | 0       | 0 | 0 | 0 | 0 | 0 |

### Klassement

#### Reguliere competitie
| Pos | Team             | Wed | W  | G  | V  | Ptn | DV | DT | +/− |       |
| --- | ---------------- | --- | -- | -- | -- | --- | -- | -- | --- | ----- |
| 7   | KV Mechelen      | 30  | 14 | 6  | 10 | 48  | 41 | 36 | +5  | PO II |
| 8   | KRC Genk         | 30  | 14 | 6  | 10 | 48  | 40 | 35 | +5  | PO II |
| 9   | Standard Luik    | 30  | 9  | 12 | 9  | 39  | 44 | 42 | +2  | PO II |
| 10  | KV Kortrijk      | 30  | 8  | 7  | 15 | 31  | 38 | 54 | −16 | PO II |
| 11  | Sporting Lokeren | 30  | 7  | 10 | 13 | 31  | 24 | 34 | −10 | PO II |
| 12  | KAS Eupen        | 30  | 8  | 6  | 16 | 30  | 40 | 64 | −24 | PO II |
| 13  | Waasland-Beveren | 30  | 6  | 9  | 15 | 27  | 27 | 44 | −17 | PO II |

PO I: Play-off I, PO II: Play-off II, : Degradeert na dit seizoen naar Eerste Klasse B

#### Play-Off II
| Pos | Team             | Wed | W | G | V | Ptn | DV | DT | +/− |              |
| --- | ---------------- | --- | - | - | - | --- | -- | -- | --- | ------------ |
| 1   | KRC Genk         | 10  | 8 | 2 | 0 | 26  | 26 | 4  | +22 | Finale PO II |
| 2   | Sporting Lokeren | 10  | 3 | 6 | 1 | 15  | 21 | 20 | +1  |              |
| 3   | KAS Eupen        | 10  | 3 | 4 | 3 | 13  | 20 | 20 | 0   |              |
| 4   | KV Kortrijk      | 10  | 3 | 3 | 4 | 12  | 15 | 22 | −7  |              |
| 5   | Excel Moeskroen  | 10  | 2 | 2 | 6 | 8   | 11 | 22 | −11 |              |
| 6   | KSV Roeselare    | 10  | 2 | 1 | 7 | 7   | 17 | 22 | −5  |              |

## Beker van België
| Wedstrijddetails                                                          | Thuisploeg                                              | Uitslag         | Uitploeg                | Opstelling | Kaarten                               |
| ------------------------------------------------------------------------- | ------------------------------------------------------- | --------------- | ----------------------- | --- | ------------------------------------- |
| 1/16e finale                                                              |                                                         |                 |                         | |                                       |
| 21 september 2016 20u00 Guldensporenstadion Kortrijk Ref:Dieter De Naeyer | KV Kortrijk                                             | 2-0             | Sprimont Comblain Sport | Sifakis Métanire, Barbaric, Goutas, Boyer De Mets, Verstraete, Mercier (62' Kage), Rolland, D’Haene Veldwijk (46' Papazoglou)                 | 90' Boyer                             |
| 21 september 2016 20u00 Guldensporenstadion Kortrijk Ref:Dieter De Naeyer | 80' Kage 88' Kage                                       | 1-0 2-0         |                         | Sifakis Métanire, Barbaric, Goutas, Boyer De Mets, Verstraete, Mercier (62' Kage), Rolland, D’Haene Veldwijk (46' Papazoglou)                 | 90' Boyer                             |
| 1/8e finale                                                               |                                                         |                 |                         | |                                       |
| 30 november 2016 20u30 Guldensporenstadion Kortrijk Ref: Lawrence Visser  | KV Kortrijk                                             | 1-0             | Royal Excel Mouscron    | Sifakis Métanire, Gigot, Goutas, Joaozinho Verstraete, Mercier (62' Kage), Rolland, Totovytskyi (90+1' D'Haene), Ouali Saadi (89' Papazoglou) | 28' Gigot                             |
| 30 november 2016 20u30 Guldensporenstadion Kortrijk Ref: Lawrence Visser  | 78' Totovytskyi                                         | 1-0             |                         | Sifakis Métanire, Gigot, Goutas, Joaozinho Verstraete, Mercier (62' Kage), Rolland, Totovytskyi (90+1' D'Haene), Ouali Saadi (89' Papazoglou) | 28' Gigot                             |
| 1/4e finale                                                               |                                                         |                 |                         | |                                       |
| 13 december 2016 20u30 Stadion am Kehrweg Eupen Ref: Wim Smet             | KAS Eupen                                               | 4-0             | KV Kortrijk             | Sifakis Métanire, Gigot, Goutas, Joaozinho Verstraete, Mercier (59' Sarr), Rolland, D'Haene, Ouali (74' Veldwijk) Saadi (79' Totovytskyi)     | 56' Goutas 60' Sifakis 70' Verstraete |
| 13 december 2016 20u30 Stadion am Kehrweg Eupen Ref: Wim Smet             | 9' Diallo 57' García (pen) 70' Sylla (pen) 90' Onyekuru | 1-0 2-0 3-0 4-0 |                         | Sifakis Métanire, Gigot, Goutas, Joaozinho Verstraete, Mercier (59' Sarr), Rolland, D'Haene, Ouali (74' Veldwijk) Saadi (79' Totovytskyi)     | 56' Goutas 60' Sifakis 70' Verstraete |